# Stutzhaus
Stutzhaus ist ein Ortsteil von Luisenthal im Landkreis Gotha in Thüringen.

## Lage
Stutzhaus befindet sich am trichterförmigen Ohra-Taleingang zur Auffahrt der Bundesstraße 247 und Landesstraße 3247 über die Nordabdachung und zum Queren des Thüringer Waldes. Der Ortsteil liegt etwa zwei Kilometer nördlich von Luisenthal. Im Tal fließt die Ohra.

## Geschichte
1557 wurde der Beginn der Ansiedlung im Amt Schwarzwald erstmals urkundlich erwähnt. Für Waldarbeiter wurde die Ansiedlung im 17. Jahrhundert an der Ohra weiter ausgebaut, obwohl sie nur langsam besiedelt worden ist. Es richteten sich hauptsächlich Köhler auf den freigewordenen Rodungsflächen ein. Die Ortschaft Stutzhaus entstand aus einem verschließbaren Stutzhaus. Es diente vorher schon den Köhlern zum Aufbewahren der Maßgefäße=(Stutze) und anderen Geräten. Das Stutzhaus war ein stabiles massives Forsthaus mit Lagerschuppen für die Waldaufseher und Köhler zugleich. Die Holzkohle wurde mit der Stutze gegenüber dem Landesherren abgerechnet. Daher der Name des Ortsteils.
1665 wurden folgende Baulichkeiten registriert: Ein Stutzhaus, drei Schneidemühlen, ein Eisenhammer und fünf Wohnhäuser für Waldarbeiter. Später kamen eine Brauerei und ein Wirtschaftsanbau am Stutzhaus dazu. An der Ohra drehten sich zwanzig Wasserräder. Es gab zehn Sägewerke und zwei Mahlmühlen. In den letzten Jahrzehnten waren der Tourismus und Kuraufenthalte bestimmende Wirtschaftsfaktoren.
Am 1. Juli 1950 wurde die Nachbargemeinde Schwarzwald eingegliedert. Am 1. März 1951 wurde der Name der Gemeinde in Luisenthal geändert.

## Persönlichkeiten
- Rudolf Ortlepp (1909–1942), nationalsozialistischer Studentenfunktionär, geboren in Stutzhaus